# Coroico (plaats)
Coroico is de hoofdstad van de provincie Nor Yungas in het departement La Paz in Bolivia.
De plaats is de zetel van het rooms-katholieke bisdom Coroico.